# Szkło (Petříkovický potok)
Szkło (na niektórych mapach Ostrożnica) – górski potok w Sudetach Środkowych, płynący na terenie Polski, a następnie - pod nazwą Petříkovický potok - Czech. Polska nazwa wywodzi się z niemieckiej nazwy Glasser Wasser, która to wzięła się prawdopodobnie od istniejącej kiedyś nad potokiem huty szkła.
Wypływy kilku toków źródłowych potoku znajdują się na terenie Polski, na wschodnich stokach Gór Kruczych. Najwyżej położone znajdują się na wysokości ok. 620–650 m n.p.m. w dolinie Długi Dół, pod wzniesieniami Mrowińca i Kobylej Góry. Potok spływa do Uniemyśla, a stamtąd w kierunku południowo-zachodnim do Okrzeszyna, odwadniając południowo-wschodnią część Gór Kruczych i południowo-zachodnią część Zaworów.
Poniżej Okrzeszyna Szkło przecina na wysokości ok. 440 m n.p.m. granicę polsko-czeską (która na odcinku kilkuset metrów biegnie jego korytem) i dalej płynie pod nową nazwą jako Petříkovický potok. Przepływa przez Petříkovice i w dzielnicy Trutnova, zwanej Poříčí, na wysokości ok. 390 m n.p.m. wpada (jako lewobrzeżny dopływ) do potoku Ličná, tuż przed jego ujściem do Úpy. Ponieważ Úpa jest dopływem Łaby, Szkło należy do zlewiska Morza Północnego. Powierzchnia jego dorzecza w Polsce wynosi ok. 9-10 km², a więc większość tzw. Worka Okrzeszyna. Większe dopływy to Beczkowski Potok (prawobrzeżny, w Okrzeszynie) i Chvalečský potok (lewobrzeżny, tuż za granicą państwową).
Doliną Szkła po stronie czeskiej (a więc już formalnie doliną Petříkovickeho potoku) od samej granicy państwowej po Trutnov-Poříčí biegnie czeska droga nr 301 oraz linia kolejowa Trutnov-Poříčí - Teplice nad Metují.